# Messe en ut majeur K. 257 de Mozart
Messe du Credo
La messe en do majeur KV. 257, (en dite aussi Messe du Credo) est une œuvre de Wolfgang Amadeus Mozart écrite en 1776. 
L'œuvre est considérée soit comme une missa brevis soit comme missa solemnis (ou missa longa) à cause de sa longueur et de l'utilisation de trompettes. Son surnom vient de la longueur de son Credo. La première exécution a eu lieu à Salzbourg en novembre 1776.
La présente messe est l'une des trois messes que Mozart a composées entre novembre et décembre 1776, toutes trois en ut majeur, les deux autres étant la messe K. 258 (Missa Piccolomini) et la messe avec solo d'orgue K. 259.

## Structure
L'œuvre comporte six mouvements, qui suivent l'ordinaire de la messe:
1. Kyrie, Andante maestoso, en ut majeur, à 
, 40 mesures - partition
—Kyrie eleison, Allegro (mesure 9), en ut majeur, à  - partition
2. Gloria, Allegro assai, en ut majeur, à  , 111 mesures - partition
3. Credo
— Credo in unum deum, Molto allegro, en ut majeur, à 
, 282 mesures - partition
— Et incarnatus est, Andante (mesure 80), en ut majeur, à 
 - partition
—Et resurrexit..., Molto allegro (mesure 130), en ut majeur, à 
 - partition
4. Sanctus, Allegretto, en ut majeur, à , 30 mesures - partition
—Hosanna in excelsis, Molto allegro (mesure 16), en ut majeur, à  - partition
5. Benedictus, Allegro, en fa majeur, à , 89 mesures - partition
—Hosanna in excelsis, Molto allegro (mesure 74), en ut majeur, à  - partition
6. Agnus Dei, Andante maestoso, en ut majeur, à 
, 114 mesures - partition
—Dona nobis pacem..., Allegro vivace (mesure 56), en ut majeur, à  - partition

- Durée de l'exécution : environ 25 minutes

## Orchestration
| Instrumentation de la messe en ut majeur K. 257                              |
| Voix                                                                         |
| Solo : soprano, alto, ténor, baryton Chœur : sopranos, altos, ténors, basses |
| Cordes                                                                       |
| premiers violons, seconds violons, violoncelles, contrebasses                |
| Bois                                                                         |
| 2 hautbois                                                                   |
| Cuivres                                                                      |
| 2 cors en do, 2 trompettes en do (clarines), 3 trombones                     |
| Percussions                                                                  |
| 2 timbales en do et sol                                                      |
| Clavier                                                                      |
| orgue                                                                        |